# Округ Колумбија (Висконсин)
Округ Колумбија (енгл. Columbia County) је округ у америчкој савезној држави Висконсин.

## Демографија
По попису из 2010. године број становника је 56.833, што је 4.365 (8,3%) становника више него 2000. године.
| Група             | 2000.          | 2010.          |
| Белци             | 50.476 (96,2%) | 53.628 (94,4%) |
| Афроамериканци    | 460 (0,9%)     | 717 (1,3%)     |
| Азијати           | 175 (0,3%)     | 301 (0,5%)     |
| Хиспаноамериканци | 827 (1,6%)     | 1.444 (2,5%)   |
| Укупно            | 52.468         | 56.833         |